# پشمیسواف بلوشچ
پشمیسواف بلوشچ (لهستانی: Przemysław Bluszcz؛ ‏تلفظ لهستانی: [pʂɛˈmɨswaf]؛ زادهٔ ۱۳ مارس ۱۹۷۰) بازیگر اهل لهستان است.
از فیلم‌ها یا مجموعه‌های تلویزیونی که وی در آن‌ها نقش داشته است، می‌توان به یوما، خانواده کوالسکی در برابر خانواده کوالسکی، تو خدایی، مسکوی کوچک، نشانه، خبرچینان، بازخورد، پیمان ورشو، خون از خون، صفر، موج جرم و جنایت، نشانه‌گذاری‌شده، دستورالعمل زندگی، مقدرشده برای بلوز، لالایی، ۸۰ میلیون، والسا: مرد امید، اداره ترافیک، اجاره‌نشین‌ها، در خوشی و سختی، کارآگاهان جنایی، ۳۹ و نیم، دوران افتخار، پدر متیو، هتل ۵۲، در اعماق جنگل، کلبه جنگلی، رنگ‌های خوشبختی، بلفر،  قرارداد، عشق اول، ع چون عشق و قانون حقیقی اشاره نمود.